# Le Jour de la Nuit
Ne doit pas être confondu avec Le Jour et la Nuit.
Le Jour de la Nuit est un événement national organisé annuellement par l'association Agir pour l'environnement depuis 2009. Il est relayé par divers partenaires dont l'AFA, l'ANPCEN, le Réseau Action Climat, le réseau École et Nature, le CLER, la Fédération des clubs CPN, Noé Conservation, Natureparif, les Francas, la Fête de la Science, la FRAPNA, la Fédération des Parcs naturels régionaux, l'association Réserves Naturelles de France, le réseau des Conservatoires d'espaces naturels, l'Association des maires de France et le MEDDE.
L'objectif de l'opération est d'attirer l'attention du grand public sur les conséquences de la pollution lumineuse tout en renouant un lien avec la nuit. C'est une opération de sensibilisation à la protection de la biodiversité nocturne et du ciel étoilé. 

## Fonctionnement de l'opération
L'événement festif créé en 2009, est programmé chaque année en automne et est relayée partout en France métropolitaine et Outre-mer. Depuis 2012, des éditions ont lieu dans d'autres pays. Il repose sur l'organisation de manifestations et d'animations par un grand nombre de structures, associations et collectivités locales.
Au cours de cette manifestation les animations proposées au public comprennent des découvertes ludiques de la faune et de la flore, des séances d'observation des étoiles et du ciel nocturne. En parallèle, les villes sont invitées à procéder à l'extinction d'une partie de leur éclairage public.

## Historique
- En 2009, première édition le 24 octobre 2009 avec 380 manifestations et 177 villes ayant éteint tout ou partie de leur éclairage public[6].
- En 2010, seconde édition, plus de 500 manifestations ont été organisées partout en France le 30 octobre 2010 ;
- En 2011, troisième édition et plus de 500 animations proposées par plus de 215 collectivités et 200 associations le 1er octobre 2011[7] ;
- En 2012, quatrième édition le 13 octobre 2012 avec 600 événements et les premières éditions en Suisse, Australie et Canada[6] ;
- En 2013, cinquième édition le 12 octobre 2013 avec 416 manifestations dont 275 villes qui ont éteint tout ou partie de leur éclairage public[6] ;
- En 2014, sixième édition le 20 septembre 2014 avec 420 manifestations dont 306 villes qui ont éteint tout ou partie de leur éclairage public[8] ;
- En 2015, septième édition le 10 octobre 2015.
- En 2016, huitième édition, le 8 octobre 2016 avec 686 événements : 329 animations organisées simultanément avec 357 extinctions totales et partielles de l’éclairage public[9].
- En 2017, neuvième édition, le 14 octobre 2017.
- En 2018, dixième édition, le 13 octobre 2018 avec 712 événements[10].
- En 2019, onzième édition, le 12 octobre 2019.
- En 2020, douzième édition, le 10 octobre 2020.
- En 2021, treizième édition, le 9 octobre 2021, avec 705 événements
- En 2022, quatorzième édition, le 15 octobre 2022, avec 768 évènements.
- En 2023, quinzième édition, le 14 octobre 2023.